# Брумс Ајланд (Мериленд)
Брумс Ајланд (енгл. Broomes Island) насељено је место без административног статуса у америчкој савезној држави Мериленд.

## Демографија
По попису из 2010. године број становника је 405.
| Група             | 2000.    | 2010.       |
| Белци             | 0 (0,0%) | 352 (86,9%) |
| Афроамериканци    | 0 (0,0%) | 32 (7,9%)   |
| Азијати           | 0 (0,0%) | 3 (0,7%)    |
| Хиспаноамериканци | 0 (0,0%) | 2 (0,5%)    |
| Укупно            | 0        | 405         |